# Теодотија Никејска
Света Теодотија је хришћанска светитељка. Рођена је у Никеји. Као млада остала је удовица са троје деце. После мужевљеве смрти цео живот је посветила васпитању деце и хришћанству. Код ње је становала света Анастасија док је била у Македонији, и заједно са њом је обилазила хришћане у тамницама. Када је изведена на суд Теодотија је исповедила своју веру у Исуса Христа. Када је била на суђењу свидела се дворјанину Левкадију, који је хтео да је ожени и одврати од хришћанства. Међутим она је одбила. Тада је послана Витинијском антипату Никитију. Хришћани верују да се, када је један незнабожац покушао да је силује, у тамници појавио анђео Божји крај ње, и ударио незнабошца. Због вере у Исуса Христа осуђена је на смрт и бачена у зажарену пећ заједно са троје деце.
Српска православна црква слави је 22. децембра и 29. јула по црквеном, а 4. јануара и 11. августа по грегоријанском календару.